# Zaciąg wojska w województwie ruskim w 1648 roku
Zaciąg wojska w województwie ruskim w 1648 roku – zaciąg wojska na przełomie wiosny i lata 1648, w trakcie powstania Chmielnickiego, już po przegranych bitwach pod Korsuniem i nad Żółtymi Wodami.
Dowództwo nad siłami objął płk Mikołaj Ostroróg, podczaszy koronny.

## Skład i stan liczebny
- Husaria:
  - Mikołaj Ostroróg, podczaszy koronny - 100
  - Jan Fredro (zm. 1649), sędzia przemyski -100
  - Stanisław Rewera Potocki, wojewoda podolski - 100
- Chorągiew arkabuzerii z ziemi chełmskiej - 200 koni
- Jazda kozacka:
  - Stanisław Kowalski, stolnik chełmski - 100
  - Stanisław Kołek - 100
  - Mikołaj Czuryło - 100
  - Marcin Madaliński - 100
  - Andrzej Pobiedziński - 150
  - Andrzej Potocki, starosta halicki - 100
  - Aleksander Cetner, chorąży podolski - 100
  - Mikołaj Kuropatwa - 100
- Piechota (polsko-węgierska):
  - Jan Czermiński - 200
  - Aleksander Siciński - 200
  - ziemi halickiej (prawdopod. pod komendą Przyłuskiego) - 100